# Ближние пещеры

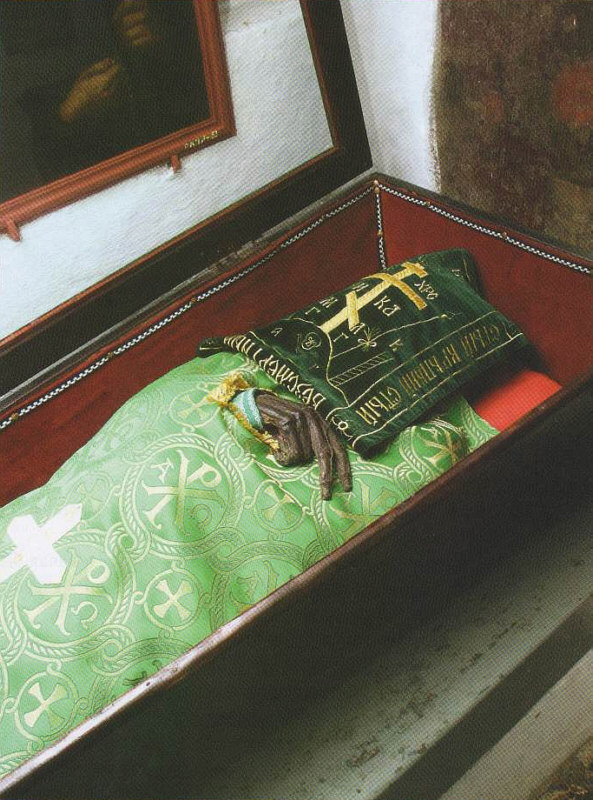
Нетленные мощи Ильи Печерского в Ближних пещерах

Ближние пещеры, или Анто́ниевы пещеры, — комплекс подземных пещер в Киево-Печерской лавре, где покоятся мощи печерских подвижников.
Основаны в 1057 году, когда Святой Антоний назвал Святого Варлаама первым игуменом Киево-Печерского монастыря. Монах Антоний вывел себя из монастыря и позднее поселился на новом холме, где он вырыл новое подземное помещение, и на этом месте теперь расположены Ближние пещеры.
В пещерах находится захоронение основателя Печерского монастыря преподобного Антония. Из трёх существующих входов в Ближние пещеры первоначальным был, вероятно, западный, в который можно было попасть с притвора Крестовоздвиженской церкви. Ближние пещеры издавна состояли из трёх улиц, связанных между собой переходами. Главной является Печерская улица, к которой примыкает церковь Введения Богородицы в Храм — самая большая в Ближних пещерах. Сами пещеры соединены в единую подземную сеть с Киевскими катакомбами.
Ещё одно из древнейших отделений в Ближних пещерах ведёт к так называемой «трапезы общей» печерских отцов, где при преподобном Антонии братия собиралась на совместную трапезу.
Захоронение преподобного Антония расположено в отгороженном завалом отделении пещер. Напротив — церковь в его честь, построенная в конце XVI — начале XVII столетий. Боковое отделение от неё ведёт к крипте «Батыем убиенных». В 1696 году митрополит Киевский Варлаам (Ясинский) построил третью церковь в Ближних пещерах в честь преподобного Варлаама, первого игумена Печерского. Эта церковь была обустроена в бывшей келье. В 1830 году пол в пещерах был выложен чугунными плитами, изготовленными в Туле.
В пещерном коридоре привлекают внимание вмурованные в толщу стены оконца затворников. В результате более поздних переделок ходы Ближних пещер утратили первичные размеры и форму. Теперь их ширина достигает 1,5 м, высота — 2,5 м. Общая длина подземных коридоров Ближних пещер составляет 383 м.
В Ближних пещерах покоятся мощи 79 святых, среди которых преподобный Нестор Летописец, иконописцы Алипий Печерский и Григорий, а также предположительные останки эпического героя Ильи Муромца. Исследования его останков показали, что он умер от колотого ранения. Согласно легенде, ангелы перенесли тело Ильи Муромца с места его смерти в помещения Лавры.
В честь святых, погребённых в Ближних пещерах, установлено празднование — Собор преподобных отцов Киево-Печерских Ближних пещер.